# Jindřichovice, Sokolov
Jindřichovice là một làng thuộc huyện Sokolov, vùng Karlovarský, Cộng hòa Séc.